# Ассумпционисты
Ассумпциони́сты (от лат. Assumptio (Mariæ Virginis) — «Вознесение (Девы Марии)»), Августинцы Успения Пресвятой Богородицы (лат. Congregatio Augustinianorum ab Assumptione, AA — «Конгрегация августинцев Вознесения [Пресвятой Богородицы]») — католическая монашеская конгрегация, близкая к августинцам. Основана французским священником Эммануэлем д’Альзоном в 1845 году.

## Организация
В 2014 году у ассумпционисты насчитывали 915 монахов (из них 526 священников). Монастыри ордена находятся в 26 странах мира. Ассумпционисты служат в 117 приходах.
Руководство ассумпционистами осуществляет генеральный настоятель, избираемый генеральным капитулом на 12 лет.
Монахи живут по уставу св. Августина. Девиз ордена «Adveniat Regnum Tuum. Да приидет царствие Твоё».
Главные направления деятельности — христианское образование, пресса, борьба с церковным сепаратизмом и расколами, экуменическая деятельность, организация паломничеств.
Существует пять женских монашеских конгрегаций, исторически родственных ассумпционистам — Сёстры Успения, Облатки Успения, Малые сёстры Успения, Оранты Успения и Сёстры Жанны д’Арк. В 2006 году они в сумме насчитывали 3 580 монахинь.

## История

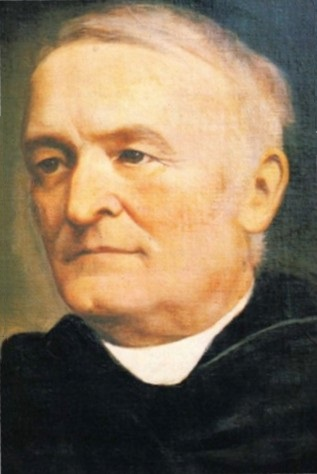
Основатель конгрегации — Эммануэль д’Альзон

Конгрегация, созданная в 1845 году, была одобрена папой Пием IX в 1864 году. Основными задачами по мнению её основателя должны были стать поддержка христианского образования и прессы, борьба с галликанизмом и церковным сепаратизмом, противодействие секуляризации.
Впоследствии ассумпционисты начали организовывать паломничества (Иерусалим, Рим, Лурд), а также занимались поддержкой миссий восточных обрядов.
С середины XIX века ассумпционисты вели образовательную и пастырскую деятельность среди католиков восточных обрядов в Болгарии, Румынии, Турции и других странах Восточной Европы. Эта работа продолжалась вплоть до установления в Восточной Европе коммунистических режимов, что нанесло по миссиям ассумпционистов тяжёлый удар.
С начала XX века ассумпционисты расширяют свою деятельность по всему миру. В немалой степени этому способствовала антиклерикальная направленность французского правительства того времени, стремившегося вытеснить их из страны. Впрочем, к середине XX века конгрегация восстановила свои позиции во Франции. В 1958 году начат процесс беатификации основателя конгрегации Эммануэля д’Альзона.
В 1880 году монахи конгрегации основали католическую газету La Croix (Ла Круа, Крест), существующую и поныне. Также члены конгрегации издают несколько теологических журналов.

## Ассумпционисты в России
Впервые отцы августинцы Успения приехали в Россию в 1903 году. Священники занимались, в основном, работой в католических приходах больших городов. К ассумпионистам был близок католический священник византийского обряда из Тобольска И. А. Дейбнер. В январе 1913 года он основал при поддержке монахов ордена ассумпционистов русский католический журнал «Слово Истины». Его сын А. И. Дейбнер и дочь Н. И. Дейбнер приняли монашеский постриг в этом ордене.
После Октябрьской революции в России остался лишь П. Э. Невё, который был тайно рукоположен в епископы и в течение 10 лет исполнял обязанности апостольского администратора в Москве. После его отъезда в 1936 году ассумпционисты присутствовали в СССР в качестве капелланов посольства США в Москве. Отец Леопольд Браун служил в Москве в качестве апостольского администратора Москвы и капеллана американского посольства в предвоенные и военные годы. Отец Жан (Жюдикаэль) Николя провёл в сталинских застенках 9 лет (Воркута), был освобождён по требованию Франции в 1954 году. С 1991 года ассумпционисты вновь опекают приход св. Людовика в одноимённом московском храме (текущий настоятель — о. Вячеслав Горохов).